# エーティービー
株式会社エーティービー (ATB Co., Ltd.) はかつて存在した旅行業者である。観光庁長官登録旅行業第835号。
格安航空券や海外行きパッケージツアーの販売が中心であったが、業績不振により2009年よりエイチ・アイ・エスに吸収合併された。現在は「マップ・アクロス」の名称を継続し、エイチ・アイ・エスの子会社で外国人向け店舗である「ナンバーワントラベル」の支店として事業を行っている。

## 沿革
- 1981年 京都市にて株式会社マップ・インターナショナル設立
- 1992年 本社を京都市中京区から東京都港区芝に移転
- 1993年 本社を港区三田に移転
- 1998年 本社を港区浜松町に移転
- 2000年 エイチ・アイ・エスのグループ会社となる
- 2004年4月 社名を株式会社エーティービーに変更
- 2004年5月 本社機能を浜松町から港区南麻布に移転
- 2008年12月　業績不振により会社清算・解散。事業はエイチ・アイ・エスへ吸収合併。
- 2009年7月 全店舗が「ナンバーワントラベル」の店舗として営業継続

## ブランド
- マップツアー：パッケージツアー
- アクロス：中国以外への航空券・手配旅行
- アクロス中国：中国行き航空券・手配旅行
- A'cross Travellers Bureau：在日外国人向け手配旅行
- ネイチャーワールド：中南米・中近東・アフリカの秘境などを専門とした旅のブランド